# Шервудский лес

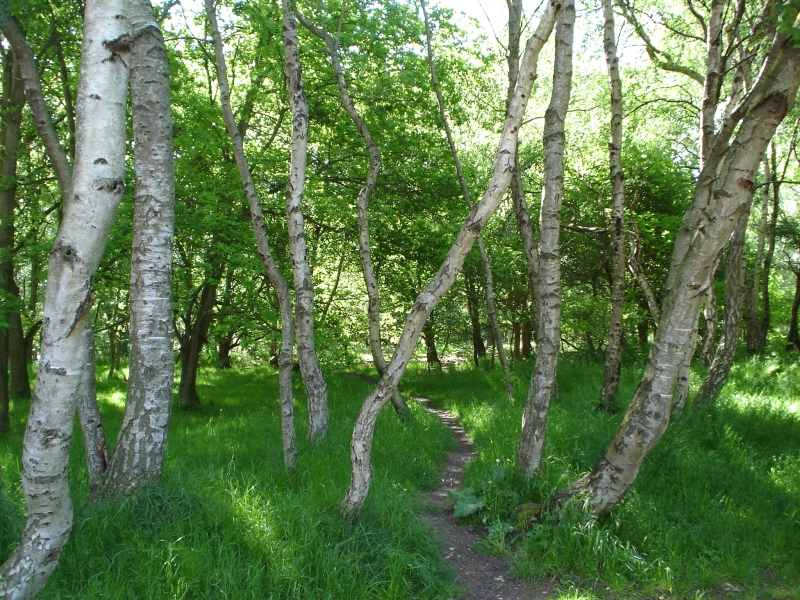
Шервудский лес

Ше́рву́дский лес (англ. Sherwood Forest) — национальный природный заповедник (парк), расположенный близ деревни Эдвинстоу в графстве Ноттингемшир, Англия, в 25 км к северу от Ноттингема, являющийся остатком гораздо большего леса, исторически связанного с легендами о Робин Гуде.
В Шервудском лесу растёт дуб-долгожитель, именуемый также Дуб-майор, который, согласно местному фольклору, был логовом Робин Гуда. Своё второе имя он получил после того, как в 1790 году майор Рук Хейман описал дерево в своей книге о древнейших дубах Шервуда. Возраст Дуба-майора оценивается от 800 до 1000 лет. Со времени Викторианской эпохи его массивные сучья частично поддерживались особой системой лесов. В феврале 1998 г. одна местная компания сделала несколько срезов с этого дерева и начала выращивать клоны с намерением посылать получившиеся саженцы для высадки в крупные города мира. Дуб-майор был упомянут как одно из чудес центральных графств Англии в 2005 году в телепрограмме Семь чудес природы на BBC Two.
В Шервудском лесу также находится одна из крупнейших в Великобритании групп так называемых рекреационных деревень, принадлежащих компании «Center Parcs».

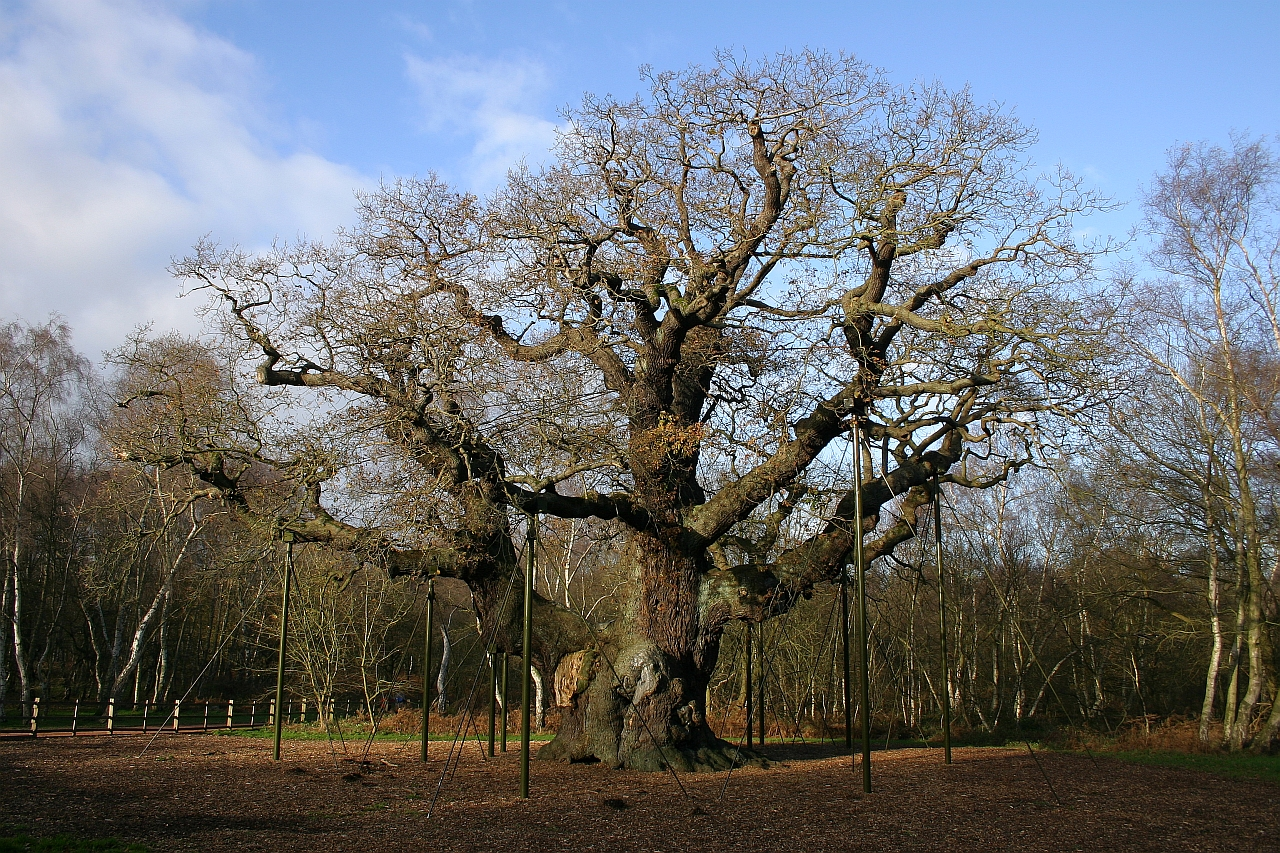
Дуб-майор в декабре

Существует несколько веб-сайтов, на которых можно приобрести семена берёзы, выращиваемые в Шервудском лесу.
В начале 2006 г. был объявлен план развития экскурсионного центра Шервудского леса. Этот амбициозный план включает в себя: постройку нового бо́льшего посетительского центра; висячие дорожки, протянутые по верхушкам деревьев, с которых будет открываться превосходный вид на лес; образовательные учреждения, оборудованные по последнему слову техники, готовые обслуживать как младшеклассников, так и аспирантов; зал конференций; «центр открытий», где посетители смогут получать информацию о истории и экологии Шервудского леса, а также, возможно, узнавать подробности о своих семейных корнях, исследуя своё фамильное древо.
В 2005 году в Шервудском лесу были обнаружены три камня. Историки полагают, что в средние века на этом месте, обозначенном тремя камнями, устраивали сходку викинги. Ранее эти камни, возможно, отмечали границу между англосаксонскими королевствами Мерсией и Нортумбрией. Кроме того, есть основания считать, что там находится некое погребение бронзового века.
Близ леса проходит крупнейшая автомагистраль Великобритании — A1.

## Туризм
Шервудский лес привлекает от 360 000 до 1 миллиона туристов ежегодно, многие из других стран. Число посетителей значительно увеличилось с момента запуска телесериала «Робин Гуд» на BBC в 2006 году.
Каждый август в заповеднике проходит ежегодный недельный фестиваль Робин Гуда. Это событие воссоздает средневековую атмосферу и показывает главных героев из легенды о Робин Гуде. Развлечения недели включают в себя шутников и аниматоров, одетых в средневековые наряды, в дополнение к средневековому лагерю с шутами, музыкантами, ловцами крыс, алхимиками и пожирателями огня.
В течение всего года посетителей привлекает Центр искусств и ремесел Sherwood Forest, который находится в бывшем Доме тренеров и в конюшнях Эдвинстоу Холл в самом сердце леса. В центре находятся художественные студии и кафе, а также проводятся специальные мероприятия, в том числе демонстрации ремесел и выставки.